# Sayen - La terra ha sete
Sayen - La terra ha sete (Sayen: La ruta seca) è un film del 2023 diretto da Alexander Witt.
Il film è il secondo della trilogia iniziata con il film Sayen.

## Trama
A seguito degli eventi del primo film Sayen continua la sua missione contro Actaeon ed arriva nel deserto di Atacama dove si allea a malincuore con Qumal, una giovane ragazza di Atacameño, la quale sta cercando di riabilitare il nome di suo padre.

## Distribuzione
Il film è stato distribuito sulla piattaforma Amazon Prime Video a partire dal 20 ottobre 2023.